# Квазар

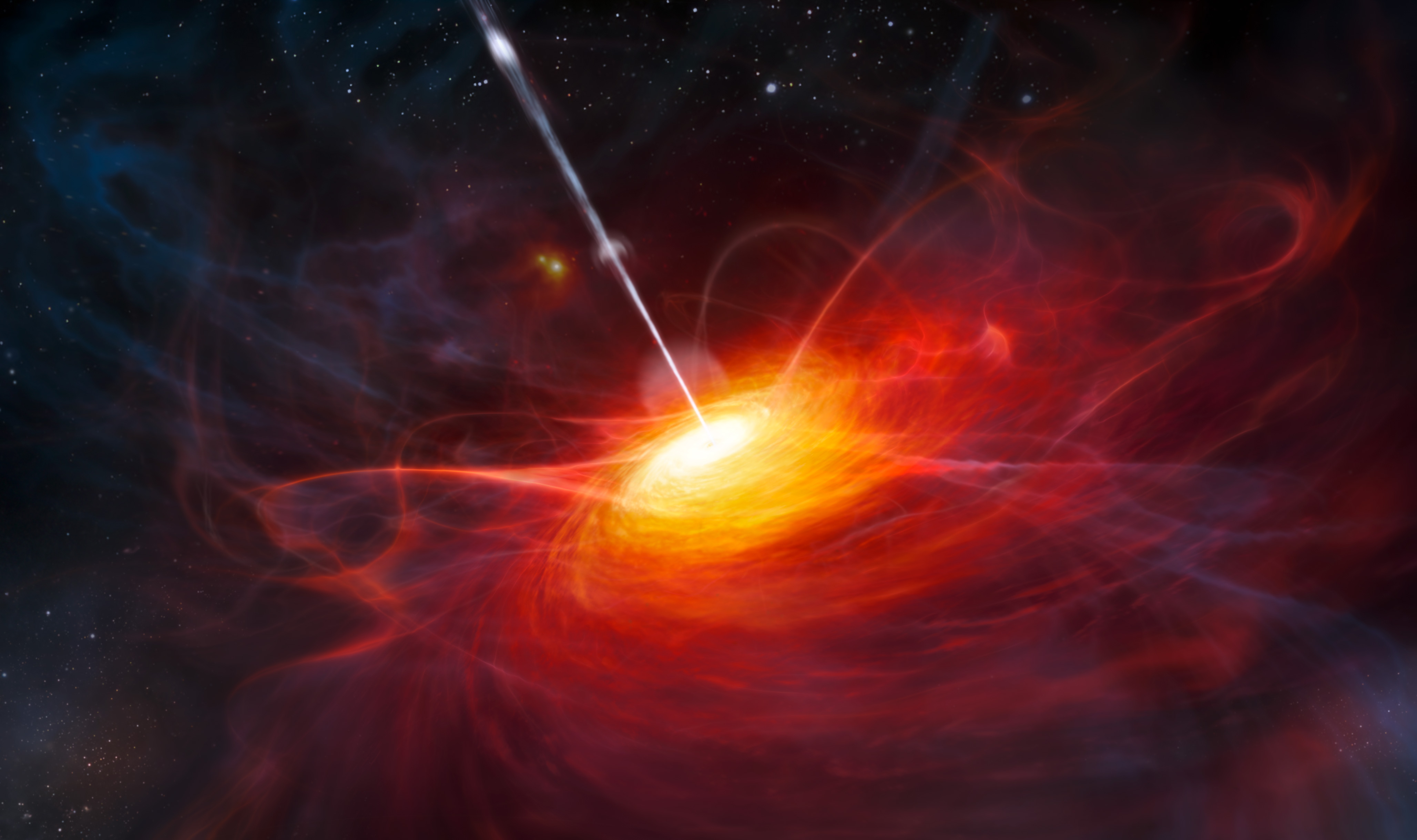

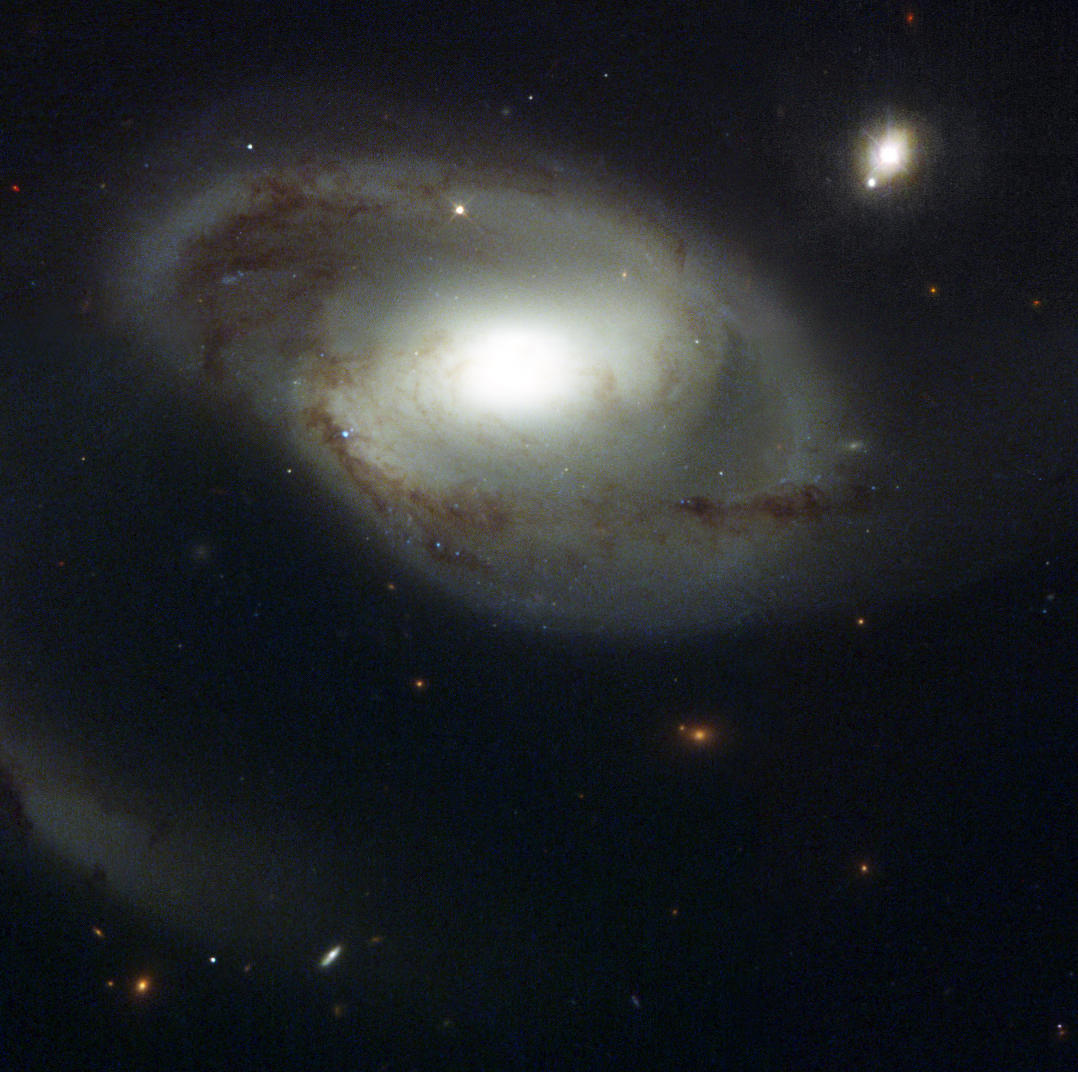
Галактика NGC 4319 и квазар Маркарян 205

Кваза́р (англ. quasar) — класс астрономических объектов, являющихся одними из самых ярких (в абсолютном исчислении) в видимой Вселенной. Английский термин quasar образован от слов quasi-stellar («квазизвёздный» или «похожий на звезду») и radiosource («радиоисточник») и дословно означает «похожий на звезду радиоисточник».
Компактный квазар называется блазар.
По современным представлениям, квазары представляют собой активные ядра галактик на начальном этапе развития, в которых сверхмассивная чёрная дыра поглощает окружающее вещество, формируя аккреционный диск. Он и является источником излучения, исключительно мощного (иногда в десятки и сотни раз превышающего суммарную мощность всех звёзд таких галактик, как наша) и имеющего помимо космологического гравитационное красное смещение, предсказанное А. Эйнштейном в общей теории относительности (ОТО).
Квазары были обнаружены как объекты с большим красным смещением, имеющие электромагнитное излучение (включая радиоволны и видимый свет) и настолько малые угловые размеры, что в течение нескольких лет после открытия их не удавалось отличить от «точечных источников» — звёзд (напротив, протяжённые источники больше соответствуют галактикам; звёздная величина самого яркого квазара +12,6). Следы родительских галактик вокруг квазаров (причём далеко не всех) были обнаружены лишь позднее.
Квазары обнаруживаются на очень широком диапазоне расстояний, и исследования по обнаружению квазаров показали, что в далеком прошлом активность квазаров была более распространенной. Пик эпохи квазарной активности был примерно 10 миллиардов лет назад.
Квазары называют маяками Вселенной. Они видны с огромных расстояний (вплоть до красного смещения, превышающего z = 7,5), по ним исследуют структуру и эволюцию Вселенной, определяют распределение вещества на луче зрения: сильные спектральные линии поглощения водорода развёртываются в лес линий по красному смещению поглощающих облаков. Ввиду большой удалённости квазары, в отличие от звёзд, выглядят практически неподвижными (не имеют параллакса), поэтому радиоизлучение квазара используется для высокоточного определения с Земли параметров траектории автоматической межпланетной станции.
По состоянию на конец 2023 года наиболее удалённым обнаруженным квазаром является UHZ1 с красным смещением 10,1. Свет, наблюдаемый от этого квазара, был испущен, когда Вселенной было всего 470 миллионов лет. Сверхмассивная чёрная дыра в этом квазаре, оценённая в 40 миллионов солнечных масс, является самой отдалённой чёрной дырой, обнаруженной на сегодняшний день.
В январе 2019 года было объявлено об обнаружении самого яркого квазара — его яркость оценивается в 600 трлн солнечных. Квазару присвоено имя J043947.08+163415.7, расстояние до объекта составляет примерно 12,8 млрд световых лет (красное смещение z = 6,51).

## Первоначальное определение понятия «квазар»
Кроме современного определения, существовало ещё и первоначальное: «Квазар (квазизвёздный объект) — класс небесных объектов, которые в оптическом диапазоне похожи на звезду, но имеют сильное радиоизлучение и чрезвычайно малые угловые размеры (меньше 10″)»; подобное звёздам самоизлучающее космическое тело, по массе и светимости во много раз больше, чем у Солнца.
Первоначальное определение сложилось в конце 1950-х — начале 1960-х годов, когда были открыты первые квазары и их изучение только началось. Это определение в целом верно, однако со временем были открыты радиоспокойные квазары, не создающие сильного радиоизлучения; по состоянию на 2004 год таковыми являются порядка 90 % известных квазаров.

## История наблюдений
История квазаров началась с проводимой радиообсерваторией «Джодрелл-Бэнк» программы измерений видимых угловых размеров радиоисточников.
Первый квазар, 3C 48, был обнаружен в конце 1950-х годов Алланом Сэндиджем и Томасом Метьюзом во время радиообзора неба. В 1963 году было известно уже 5 квазаров. Новый тип объектов объединяли некоторые аномальные свойства, которые на тот момент не могли быть объяснены. Они испускали большое количество излучения широкого спектра, но большая их часть оптически не обнаруживалась, хотя в некоторых случаях удавалось идентифицировать слабый и точечный объект, похожий на далёкую звезду. Спектральные линии, которые идентифицируют химические элементы, из которых состоит объект, тоже были чрезвычайно странными и не поддавались разложению на спектры всех известных на тот момент элементов и их различных ионизированных состояний.

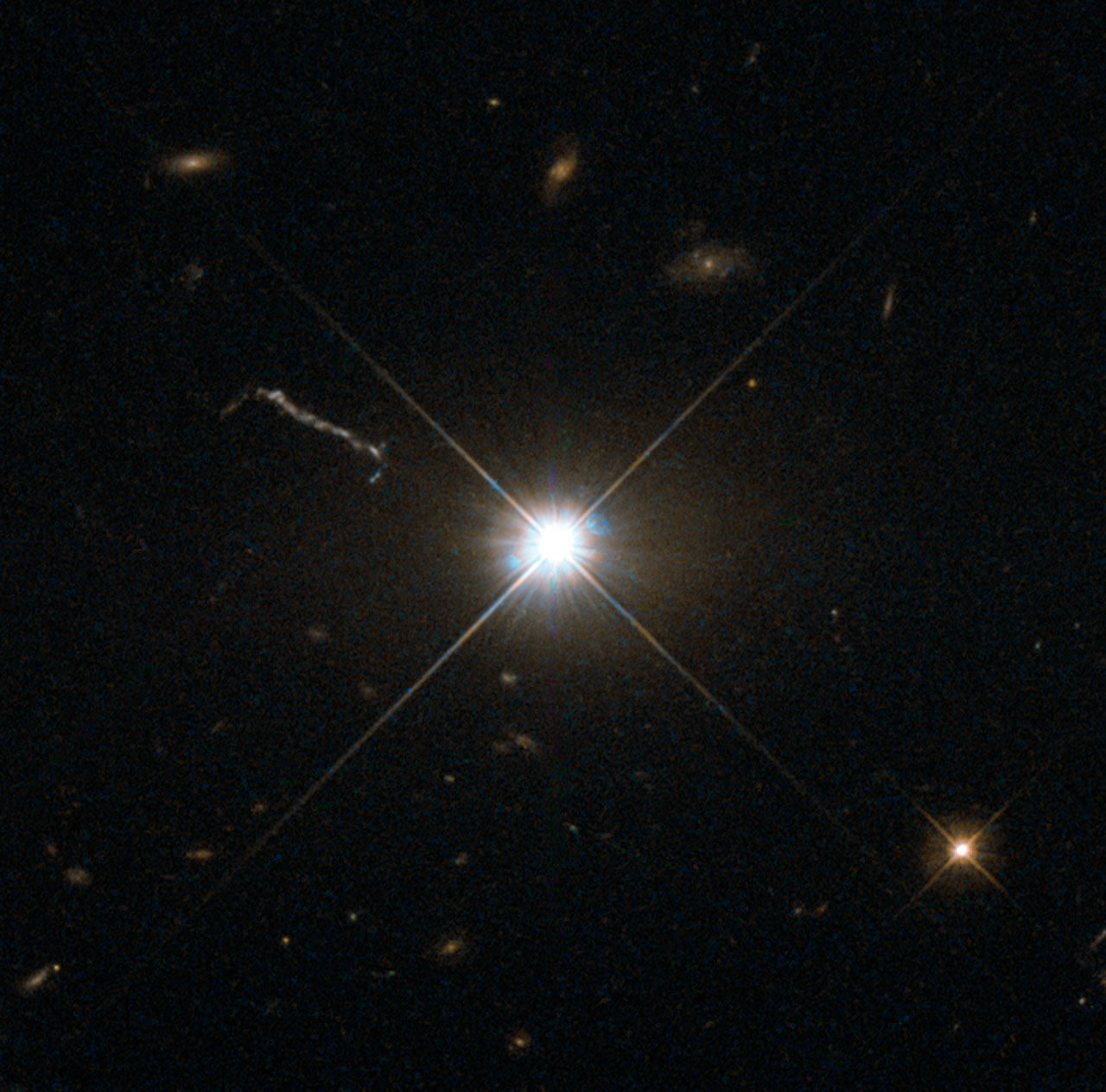
Изображение квазара 3C 273, полученное широкоугольной и планетарной камерой Хаббла (WFPC2), который находится в гигантской эллиптической галактике в созвездии Девы. Его свету потребовалось около 2,5 миллиардов лет, чтобы достичь нас. Несмотря на такое большое расстояние, это по-прежнему один из ближайших квазаров. Это был первый квазар, который когда-либо был идентифицирован.

В том же году нидерландский астроном Мартин Шмидт доказал, что линии в спектрах квазаров сильно смещены в красную сторону. Странный спектр 3C 273 был быстро идентифицирован Шмидтом, Гринштейном и Оке как линии водорода и магния, сильно сдвинутые в красную часть спектра. Если бы это было связано с физическим движением «звезды», то 3C 273 двигался от нас с огромной скоростью, около 47 000 км/с, намного превышающей скорость любой известной звезды. Также экстремальная скорость не помогла бы объяснить огромные радиоизлучения 3C 273. Если красное смещение было космологическим (теперь известно, что это предположение оказалось правильным), большое расстояние означало, что 3C 273 был намного ярче, чем любая галактика, но гораздо более компактным.
Почти сразу, 9 апреля 1963 года, Ю. Н. Ефремовым и А. С. Шаровым по фотометрическим измерениям снимков источника 3C 273 была открыта переменность блеска квазаров с периодом всего лишь в несколько дней. Нерегулярная переменность блеска квазаров на временных масштабах менее суток указывает на то, что область генерации их излучения имеет малый размер, сравнимый с размером Солнечной системы, но их яркость многократно превосходила яркость обычных галактик. Кроме того, 3C 273 был достаточно ярким, чтобы его можно было обнаружить на архивных фотографиях 1900-х годов; было обнаружено, что он варьируется в годовом масштабе времени, подразумевая, что значительная часть света испускалась из области размером менее 1 светового года — крошечной по сравнению с галактикой. Принимая, что это красное смещение вызвано эффектом космологического красного смещения, возникшего в результате удаления квазаров, расстояние до них определили по закону Хаббла.
Один из ближайших и наиболее яркий квазар, 3C 273, имеет блеск около 13m и красное смещение z = 0,158 (что соответствует расстоянию около 3 млрд св. лет). Самые далёкие квазары, благодаря своей гигантской светимости, превосходящей в сотни раз светимость обычных галактик, регистрируются с помощью радиотелескопов на расстоянии более 12 млрд св. лет. На июль 2011 года самый удалённый квазар (ULAS J112001.48+064124.3) находился на расстоянии около 13 млрд св. лет от Земли.
Очень сложно определить точное число обнаруженных на сегодняшний день квазаров. Это объясняется, с одной стороны, постоянным открытием новых квазаров, а с другой — отсутствием чёткой границы между квазарами и другими типами активных галактик. В опубликованном в 1987 году списке Хьюитта — Бэрбриджа число квазаров 3594. В 2005 году группа астрономов использовала в своём исследовании данные уже о 195 000 квазаров.

## Эволюция понимания природы квазаров
Квазары сразу с момента своего открытия вызвали множество дискуссий и споров в научной среде. Небольшие размеры были подтверждены интерферометрией и наблюдением скорости, с которой квазар в целом менялся по мощности, и невозможностью увидеть даже в самые мощные оптические телескопы что-то большее, чем слабые звездные точечные источники. Но если бы объекты были малых размеров и находились далеко в космосе, их энерговыделение получалось чрезвычайно огромным и трудным для объяснения. Напротив, если они при их размерах находились намного ближе к нашей галактике, то было бы легко объяснить их кажущуюся мощность, но тогда сложно объяснить их красные смещения и отсутствие обнаруживаемых движений на фоне Вселенной (параллакс).
Если измеренное красное смещение было вызвано расширением, то это поддержало бы интерпретацию очень далеких объектов с необычайно высокой яркостью и выходной мощностью, намного превышающей любой объект, замеченный до настоящего времени. Эта крайняя яркость также объясняет большой радиосигнал. Шмидт пришел к выводу, что 3C 273 может быть либо отдельной звездой диаметром около 10 км внутри (или вблизи) нашей галактики, либо далеким активным ядром галактики. Он заявил, что предположение об отдаленном и чрезвычайно мощном объекте, скорее всего, будет правильным.
Объяснение сильного красного смещения в то время не было общепринятым. Главной проблемой было огромное количество энергии, которое эти объекты должны были бы излучать, если бы они были на таком расстоянии. В 1960-х годах ни один общепринятый известный механизм не мог объяснить этого. Принятое в настоящее время объяснение, что это происходит из-за падения вещества в аккреционном диске в сверхмассивную чёрную дыру, было предложено только в 1964 году Зельдовичем и Эдвином Салпетером, и даже тогда оно было отвергнуто многими астрономами, потому что в 1960-х годах существование черных дыр всё ещё широко рассматривалось как теоретическое и слишком экзотическое и ещё не было подтверждено, что многие галактики (включая нашу) имеют сверхмассивные чёрные дыры в их центре. Странные спектральные линии в их излучении и скорость изменения, наблюдаемая у некоторых квазаров, многими астрономам и космологам объяснялось, что объекты были сравнительно небольшими и, следовательно, возможно, яркими, массивными, но не настолько далёкими; соответственно, что их красные смещения происходили не из-за расстояния или скорости удаления от нас из-за расширения Вселенной, а из-за какой-то другой причины или неизвестного процесса, означающего, что квазары не были действительно настолько яркими объектами на экстремальных расстояниях.
Различные объяснения были предложены в 1960-х и 1970-х годах и у каждого были свои недостатки. Было высказано предположение, что квазары являются близлежащими объектами, и что их красное смещение связано не с расширением пространства (объясняется специальной теорией относительности), а со светом, выходящим из глубокой гравитационной ямы (гравитационное красное смещение объясняется общей теорией относительности). Это потребовало бы массивного объекта, который также объяснил бы высокую яркость. Однако звезда, обладающая достаточной массой для получения измеренного красного смещения, будет нестабильной и превысит предел Хаяси. Квазары также показывают запрещенные спектральные эмиссионные линии, которые ранее были видны только в горячих газовых туманностях низкой плотности, которые были бы слишком диффузными, чтобы одновременно генерировать наблюдаемую мощность и вписываться в глубокую гравитационную яму. Были также серьёзные космологические опасения относительно идеи далеких квазаров. Один сильный аргумент против них заключался в том, что они подразумевали энергии, которые намного превышали известные процессы преобразования энергии, включая ядерный синтез. Были некоторые предположения, что квазары были сделаны из некоторой неизвестной ранее формы стабильных областей антивещества и мы наблюдаем область его аннигиляции с обычным веществом, и это могло бы объяснить их яркость. Другие предполагали, что квазары были концом белой дыры червоточины или цепной реакцией многочисленных сверхновых.
В конце концов, начиная примерно с 1970-х годов, многие свидетельства (включая первые рентгеновские космические обсерватории, знания о черных дырах и современные модели космологии) постепенно продемонстрировали, что красные смещения квазара являются подлинными, и, из-за расширения пространства, что квазары на самом деле столь же мощные и столь же далекие, как предположили Шмидт и некоторые другие астрономы, и что их источником энергии является вещество из аккреционного диска, падающего на сверхмассивную чёрную дыру. Это предположение укрепилось благодаря важнейшим данным оптического и рентгеновского наблюдения галактик-хозяев квазара, обнаружение «промежуточных» линий поглощения, объясняющих различные спектральные аномалии, наблюдения гравитационного линзирования, обнаружение Петерсоном и Ганном в 1971 году факта, что галактики, содержащие квазары, показали такое же красное смещение, что и квазары и открытие Кристианом в 1973 году, что «туманное» окружение многих квазаров соответствовало менее светящейся галактике-хозяину.
Эта модель также хорошо согласуется с другими наблюдениями, которые предполагают, что многие или даже большинство галактик имеют массивную центральную чёрную дыру. Это также объясняет, почему квазары более распространены в ранней вселенной: когда квазар поглощает вещество из своего аккреционного диска, наступает момент, когда в окрестностях оказывается мало вещества, и поток энергии падает или прекращается, и тогда квазар становится обычной галактикой.
Механизм производства энергии в аккреционном диске был окончательно смоделирован в 1970-х годах, и доказательства существования самих чёрных дыр также были пополнены новыми данными (включая свидетельства того, что сверхмассивные чёрные дыры могут быть обнаружены в центрах нашей собственной и многих других галактик), что позволило решить проблему квазаров.

## Современные представления

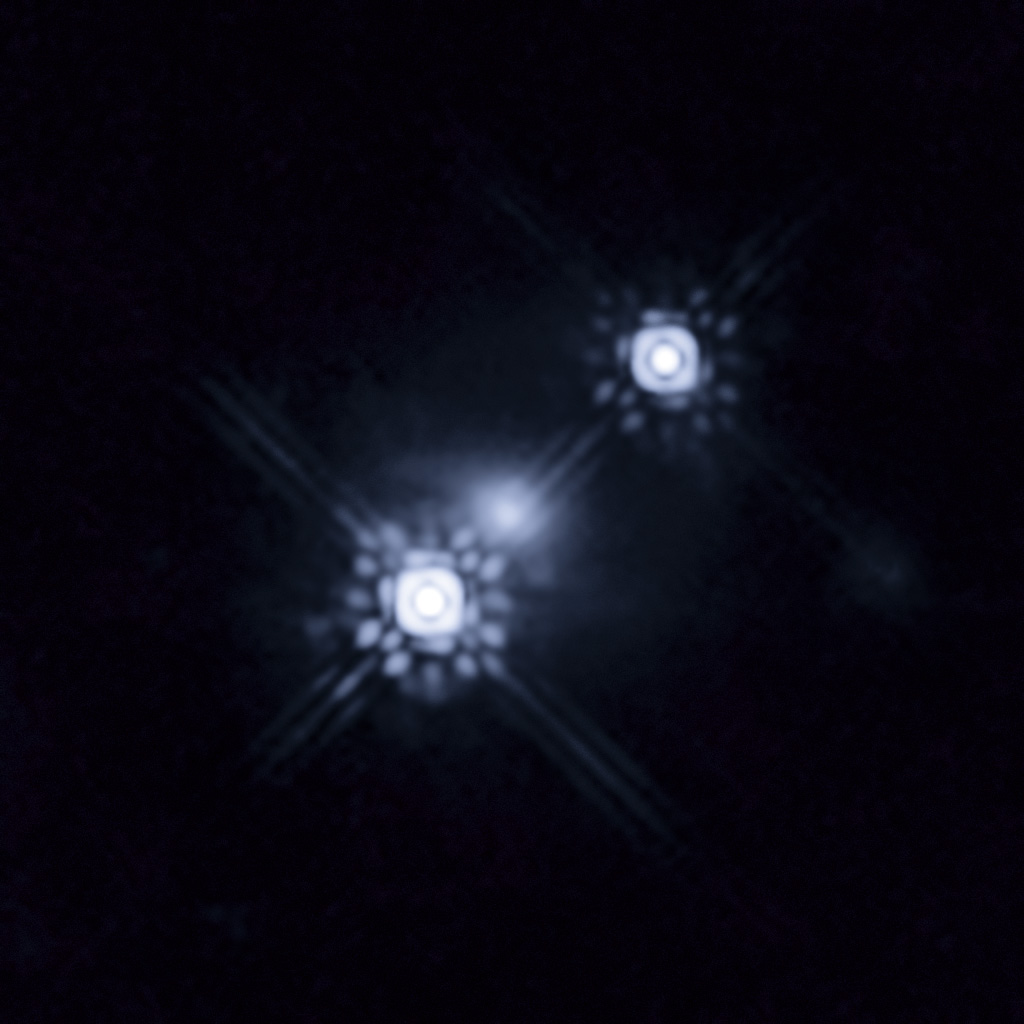
На этом снимке изображен квазар, гравитационно линзированный галактикой на переднем плане, которую можно увидеть как слабую фигуру вокруг двух ярких изображений квазара. Наблюдения за одним из изображений показывают изменения цвета с течением времени. Это вызвано тем, что звезды в галактике-линзе проходят через путь света от квазара, усиливая свет от разных частей аккреционного диска квазара по мере их движения. Это позволило группе учёных с беспрецедентной точностью реконструировать профиль цвета и температуры аккреционного диска. Уровень детализации эквивалентен возможности изучать отдельные песчинки на поверхности Луны, стоя на Земле.

Квазары находятся в центре активных галактик и являются одними из самых ярких объектов, известных во Вселенной, излучая в тысячу раз больше энергии, чем Млечный Путь, который содержит от 200 до 400 миллиардов звезд. Болометрическая (интегральная по всему спектру) светимость квазаров может достигать 1046—1047 эрг/с. В среднем, квазар производит примерно в 10 триллионов раз больше энергии в секунду, чем наше Солнце (и в миллион раз больше энергии, чем самая мощная известная звезда), и обладает переменностью излучения во всех диапазонах длин волн. Спектральная плотность излучения квазара распределена почти равномерно от рентгеновских лучей до дальнего инфракрасного диапазона с пиком в ультрафиолетовом и видимом диапазонах, причем некоторые квазары также являются сильными источниками радиоизлучения и гамма-излучения. С помощью изображений высокого разрешения, полученных с наземных телескопов и космического телескопа Хаббла, в некоторых случаях были обнаружены «галактики-хозяева», окружающие квазары. Эти галактики обычно слишком тусклые, чтобы их можно было увидеть на ярком свете квазара. Средняя видимая звёздная величина большинства квазаров мала и их нельзя увидеть с помощью небольших телескопов. Исключением выступает объект 3C 273, видимая звёздная величина которого составляет 12,9.
Механизм излучения квазаров известен: аккреция вещества в сверхмассивных чёрных дырах, находящихся в ядрах галактик. Свет и другое излучение не могут покидать область внутри горизонта событий чёрной дыры, но энергия, создаваемая квазаром, генерируется снаружи, когда под действием гравитации и огромного трения (из-за вязкости газа в аккреционном диске) падающее в чёрную дыру вещество нагревается до очень высоких температур. При данном механизме в энергию излучения может преобразовываться от 6 % до 32 % массы объекта, что, например, на порядок превосходит величину 0,7 % для процесса термоядерного синтеза в протон-протонном цикле, который превалирует в звёздах, похожих на Солнце. Центральные массы квазаров были измерены с помощью реверберационного картирования и находятся в диапазонах от 105 до 109 солнечных масс. Подтверждено, что несколько десятков близлежащих крупных галактик, в том числе наша собственная галактика Млечный Путь, которые не имеют активного центра и не проявляют никакой активности, подобной квазарам, содержат в своих ядрах подобную сверхмассивную чёрную дыру (центр галактики). Таким образом, теперь считается, что хотя все большие галактики имеют чёрную дыру такого типа, но только небольшая часть имеет достаточное количество вещества в её окрестности, чтобы стать активной и излучать энергию таким образом, чтобы её можно было рассматривать как квазар.
Это также объясняет, почему квазары были более распространены в ранней Вселенной, поскольку выделение энергии заканчивается, когда сверхмассивная чёрная дыра поглощает весь газ и пыль около неё. Это означает, возможно, что большинство галактик, включая Млечный Путь, прошли свою активную стадию, выглядя как квазар или какой-то другой класс активной галактики, которые зависели от массы чёрной дыры и скорости аккреции, и теперь находятся в состоянии покоя, потому что им не хватает вещества в ближайших окрестностях для генерации излучения. Для нашей Галактики есть свидетельства активности чёрной дыры в прошлом, например пузыри Ферми.
Вещество, накапливающееся около чёрной дыры, вряд ли попадет непосредственно в неё, но из-за некоторого изначального момента импульса вещество будет накапливаться в аккреционном диске, причём благодаря закону сохранения момента количества движения чем ближе оно к чёрной дыре, тем выше скорости вращения, фактически приближаясь к скорости света. Квазары также могут повторно зажечься, когда обычные галактики сливаются и окрестности чёрной дыры наполняются свежим источником вещества. Было высказано предположение, что квазар может образоваться после столкновения соседней галактики Андромеды с нашей собственной галактикой Млечный Путь примерно через 3-5 миллиардов лет.

## Свойства

### Вариации блеска
Многие квазары меняют свою светимость в коротких промежутках времени. Это является, по-видимому, одним из фундаментальных свойств квазаров (кратчайшая вариация с периодом t ≈ 1 ч, максимальные изменения блеска — в 50 раз). Поскольку размеры переменного по блеску объекта не могут превышать сt (с — скорость света, t — период переменности), размеры квазаров (или их активных частей) очень малы — порядка световых часов.